# Robert Spencer, 2:e earl av Sunderland
Robert Spencer, 2:e earl av Sunderland, född den 5 september 1641 i Paris, död den 28 september 1702 på Althorp, var en engelsk politiker. Han var son till Henry Spencer, 1:e earl av Sunderland och far till Charles Spencer, 3:e earl av Sunderland.
Sunderland användes av Karl II i viktiga diplomatiska uppdrag på 1670-talet, blev 1679 statssekreterare, motarbetade som sådan kungens bror Jakobs tronföljd, avskedades 1681, men lyckades återfå sitt ämbete 1683 och blev 1685 som lordpresident en av de inflytelserikaste medlemmarna av Jakob II:s råd.
Samtidigt mottog han pension från Frankrike och underhöll hemliga förbindelser med Vilhelm av Oranien. År 1687 efterträdde han hertigen av Buckingham som riddare av strumpebandsorden. Samma år övergick han, för att stärka sin ställning hos Jakob, till katolicismen, men avskedades oktober 1688 för sitt dubbelspel. Efter statsvälvningen samma år kunde han av samma skäl först 1691 återvända till England.
Han blev nu åter protestant och lyckades snart bli en av Vilhelm III:s mest anlitade rådgivare. Den allmänna misstro, som den opålitlige ränkmakaren åsamkat sig, nödgade honom att 1697 lämna statslivet. Han bär ansvaret för många bland de regeringsåtgärder av Jakob II, som mest bidrog att framkalla 1688 års revolution.